# Nicolas Righetti
Nicolas Righetti (* 16. April 1967 in Genf) ist ein Schweizer Fotograf.

## Leben
Nicolas Righetti studierte am Institut d’Études Sociales und der École Supérieure des Beaux-Arts in Genf. Jahrelang unternahm er ausgedehnte Reisen, insbesondere in Asien, wo er Bildreportagen über Laos, Bali, China und die Mongolei herstellte. Fotos von Nicolas Righetti wurden unter anderem in Tribune de Genève, Construire und L’Hebdo veröffentlicht. Besonders bekannt ist er für seine Bildreportagen aus Nordkorea, das er viermal besuchte.
Im Jahre 2007 wurde Nicolas Righetti als erster Schweizer bei World Press Photo Award ausgezeichnet. Er hat beim Thema Porträt-Reportagen den ersten Preis für seine Reportage über Präsident Saparmyrat Nyýazow von Turkmenistan bekommen.

## Werke (Auswahl)
- Muséum d'histoire naturelle de Genève: visites guidées. Ed. Favre SA, Lausanne 2017, ISBN 282-8-91616-2
- Calvin world: quarante portraits sur cinq continents. Labor et Fides, Genf 2009, ISBN 283-0-91357-4
- Love me Turkmenistan. Trolley, London 2008, ISBN 190-4-56391-0
- Last Paradise. North Korea. Umbrage Editions, New York 2003, ISBN 1-88416-732-2